# アントニオ・パスクアーレ・ディ・ボルボーネ＝ドゥエ・シチリエ

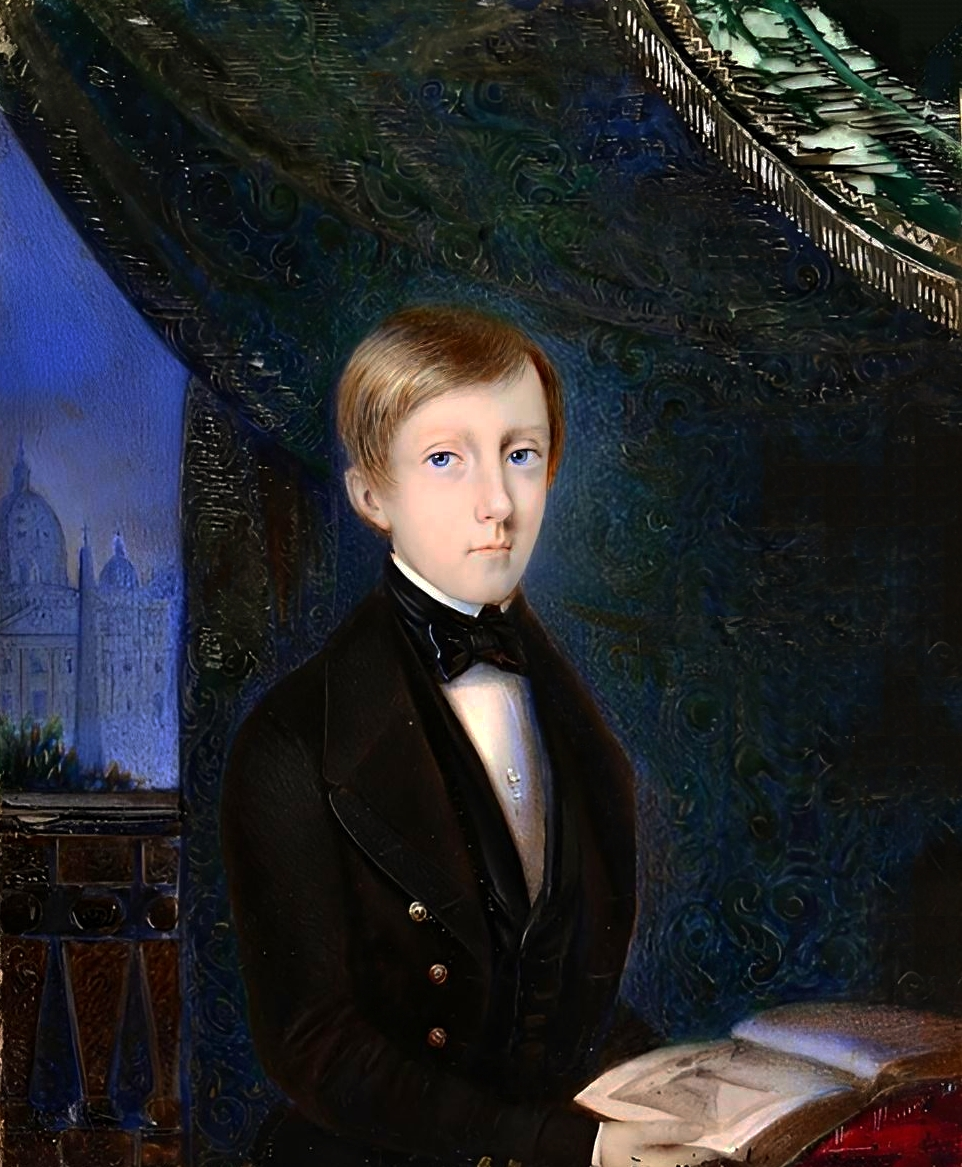
レッチェ伯アントニオ、ミカエロ・アルバネージ（Michaelo Albanesi）画、1830年代

アントニオ・パスクアーレ・ディ・ボルボーネ＝ドゥエ・シチリエ（Antonio Pasquale di Borbone-Due Sicilie, 1816年9月23日 パレルモ - 1843年1月12日 ポッツオーリ）は、は南伊両シチリア王国の王族、両シチリア王子。レッチェ伯。
両シチリア王フランチェスコ1世と、その2番目の妻でスペイン王カルロス4世の娘であるマリア・イサベルの間の第7子・四男。1830年、姉マリーア・クリスティーナが母方伯父のスペイン王フェルナンド7世の4人目の妻となり輿入れした際、レッチェ伯は姉の輿入れに同行する両親に連れられ、イタリア、フランスを経由しスペインに向かう長期旅行を経験した。
その年の暮れに父王が死去し、長兄フェルディナンド2世が王位を継承するが、この頃からアントニオの素行が悪化し始める。1832年頃には、まだ16歳のアントニオは女性経験豊富な「女たらし」として有名になっていた。1837年、姪にあたる亡命中のフランス王女ルイーズ・ダルトワとの縁談が持ち上がるが、ルイーズの養母であったアングレーム公爵夫人はアントニオの評判を聞くと縁談を断った。
1842年までに、20代半ばのアントニオは脳卒中による麻痺症状に悩み、健康を害していた。さらにコレラにも罹患したが、回復している。彼はジュリアーノ・イン・カンパーニアに小さな家を所有しており、この家は女たちとの情事を楽しむための隠れ家だった。こうした放縦な生き方が彼の命を奪うことになった。1843年の正月明け、アントニオはポッツオーリで人妻を誘惑し、嫉妬に駆られたその夫に棍棒で撲殺されたのである。この寝取られ夫の犯した犯罪は、王室のスキャンダルを避けるため秘密にされた。

## 引用・脚注
1. ↑  Acton,  The Last Bourbons of Naples, p. 40
2. ↑  Acton,  The Last Bourbons of Naples, p. 64
3. ↑  Acton,  The Last Bourbons of Naples, p. 129
4. ↑  Acton,  The Last Bourbons of Naples, p. 134